# Камисиноне (Бергамо)
Камисиноне је насеље у Италији у округу Бергамо, региону Ломбардија.
Према процени из 2011. у насељу је живело 29 становника. Насеље се налази на надморској висини од 794 м.